# Miroslav Provod
Miroslav Provod (* 28. června 1956) je bývalý podnikatel, syn Miroslava Provoda staršího a Jarmily Provodové. Jeho manželkou je Dana Provodová, s níž má děti Miroslava Provoda nejmladšího a Markétu Provodovou.

## Podnikání
Před rokem 1989 vydělal desítky milionů prodejem pašovaných digitálních hodinek. Po roce 1989 podnikal oficiálně. V roce 1993 založil společnost CENTRUM CZ, která v následujícím roce koupila od Podnikatelské banky řízené Pavlem Sehnalem a společnosti Vakam řízené Michaelem Klimentem 70 % podíl v akciové společnosti Orlík, jež měla od státu dlouhodobě pronajatý rekreační areál Vystrkov. Založil Nadaci Karla Gotta Interpo, která pomáhala pozůstalým po policistech, kteří zahynuli při výkonu služby.